# أرسين فينغر
آرسين تشارلز إرنست فينغر (بالفرنسية: Arsène Charles Ernest Wenger) هو لاعب كرة قدم سابق ومدرب فرنسي، درب العديد من الأندية قبل أن يدرب أرسنال في عام 1997 حتى عام 2018 والذي يعتبر النادي الأبرز في مسيرته، كان تدريب أرسنال هو الأطول مدة والأكثر نجاحًا في تاريخ النادي. ساهمت تغييراته في كرة القدم الإنجليزية من خلال نظم الكشف عن المواهب وتدريب اللاعبين وأنظمة الحمية في تطورها، كما ساعدت أيضًا عولمة الرياضة في القرن الحادي والعشرين.
ولد آرسين فينغر في 22 أكتوبر 1949 في ستراسبورغ لأب يعمل في مطعم. كان يتواجد في مطعم والده في نادي دوتلنهيم والذي كان مديرا فنيا لنادي القرية مما دفعه إلى حب الكرة، حصل على الثانوية العامة ثم حصل على درجة البكالوريوس في الهندسة الكهربائية ثم نال درجة الماجستير في العلوم الاقتصادية من جامعة ستراسبورغ.
بعد مسيرة متواضعة في اللعب للعديد من أندية الهواة في مركزي حارس المرمى والمدافع، حصل فينجر على شهادة المدير الفني في 1981. بعد فترة فاشلة في نادي نانسي بلغت ذروتها في إقالته من تدريب النادي عام 1987 انضم فينغر إلى نادي موناكو وفاز النادي ببطولة الدوري عام 1988. في عام 1991 قاد فينجر موناكو للفوز بكأس فرنسا، لكن فشلهم في استعادة لقب الدوري في مواسم لاحقة أدى إلى رحيله عن النادي باتفاق متبادل في 1994. درب بعدها لفترة وجيزة بالدوري الياباني فريق نادي ناغويا غرامبوس وفاز معه بكأس إمبراطور اليابان وكأس السوبر الياباني.
تم تعيين آرسين فينجر مديرًا فنيًا لأرسنال في 1996، وفي 1998 قاد النادي إلى الفوز بالدوري الإنجليزي الممتاز وكأس الاتحاد الإنجليزي، وفاز النادي مرة أخرى بالدوري والكأس عام 2002 واحتفظ بكأس الاتحاد الإنجليزي بعد ذلك بعام.
في عام 2004 تمكن فينجر من إدارة آرسنال لموسم الفوز بالدوري المحلي دون هزيمة، وهو إنجاز أنجزه بريستون نورث إند قبل 115 عامًا، تخطى أرسنال في وقت لاحق الرقم القياسي الذي سجله نوتنغهام فورست في 42 مباراة في الدوري دون هزيمة وخاض سبع مباريات أخرى قبل خسارته في أكتوبر 2004. وظهر النادي لأول مرة في نهائي دوري أبطال أوروبا في عام 2006 وخسر أمام برشلونة. بعد فترة من مرور تسع سنوات تقريبًا بدون بطولة، والتي تزامنت مع انتقال النادي إلى استاد الإمارات، قاد فينجر آرسنال لتحقيق المزيد من النجاحات في كأس الاتحاد الإنجليزي في 2014 و2015 و2017، قبل أن يستقيل من منصبه بعد عام في 2018.
يستخدم المشجعون ووسائل الإعلام البريطانية لقب «الأستاذ» (بالفرنسية: Le Professeur) الذي يعكس سلوك وآداء فينغر. يؤكد فينغر نهجه في اللعب بعقلية هجومية، بهدف أن تكون كرة القدم مسلية على أرض الملعب.

## بداية حياته
ولد أرسين تشارلز إرنست فينغر في 22 أكتوبر 1949 في ستراسبورغ، ألزاس، وهو الأصغر لثلاثة أبناء ولدوا لألفونس ولويز فينغر. عاش في دوبيهيم خلال الخمسينيات من القرن الماضي لكنه أمضى معظم وقته في قرية دوتلنهيم المجاورة والتي تقع على بعد عشرة أميال جنوب غرب ستراسبورغ. تم تجنيد ألفونس فينغر مثل العديد من الألزاسيين في الجيش الألماني بالقوة بعد ضم ألمانيا في وقت سابق لمنطقة الألزاس واللورين الفرنسية وتم إرساله للقتال على الجبهة الشرقية في أكتوبر 1944 في سن الرابعة والعشرين.
امتلكت عائلة فينغر شركة لقطع غيار السيارات تُدعَى الصليب الذهبي (بالفرنسية: La croix d'or)، وكان هذا يعني أنهم واجهوا صعوبة في رعاية أطفالهم، لكن دوتلينهايم كانت قرية يعتني بها الجميع بالصغار عندما قارنها فينغر بالكيبوتس.
قبل أن يبدأ فينغر المدرسة كان يعبر عن نفسه باللهجة الألزاسية المحلية للغة الألمانية. كانت الكنيسة الكاثوليكية تدير المدرسة الابتدائية التي حضرها فينغر، وباعتباره كواحدِِ من ألمع طلابها تم قبوله لاحقًا في مدرسة ثانوية في أوبيرناي.
وفقًا لوالده، الذي أدار أيضًا فريق القرية فنيََا، تم تقديم فينغر للعب كرة القدم في سن السادسة تقريبًا. تم نقله إلى اللعب في ألمانيا، حيث كان لديه ميولًا تشجيعية لبوروسيا مونشنغلادباخ. كانت الألزاس منطقة غارقة في التدين، وكان فينغر وأولاد القرية غالبًا بحاجة إلى الحصول على إذن من الكاهن الكاثوليكي لتفويت صلاة الغروب من أجل لعب كرة القدم.

## مسيرته كلاعب
نظرًا لأن عدد سكان دوتلينهيم كان قليلاً، ثبت أنه من الصعب إرسال فريق مكون من 11 لاعبًا من نفس الأعمار؛ فلم يلعب فينجر مع نادي دوتلينهايم حتى سن 12 عامًا. أشار كلود فينجر أحد زملاء أرسين في الفريق إلى افتقاره للسرعة كلاعب، وهو ما عوضه مارسيل براندنر رئيس نادي دوتلينهايم عندما قال أن «القدرة على حراسة الكرة، [على ما يبدو] يكون لديها رؤية كاملة عن الملعب ولها تأثير بين زملائه».
لما بلغ 16 عاما حدثت طفرة في مستواه وانتقل لصفوف الفريق الأول، لم يكن لدى الفريق مدرب لإعداد اللاعبين من الناحية التكتيكية أو للإشراف على الدورات التدريبية، أخذ فينغر على عاتقه إدارة الجانب الفني للفريق، حيث قال كلود «أرسين لم يكن القبطان ومع ذلك كان. كان يقول:» أنت تفعل هذا، تفعل ذلك. «لقد كان القائد».

في عام 1969، التحق فينجر بنادي موتزيج في الدرجة الثالثة. اشتهر النادي بلعبه «أفضل كرة قدم للهواة» في الألزاس وأداره ماكس هيلد الذي أصبح فيما بعد مدرب فينجر. كان ظهور فينجر البالغ من العمر 20 عامًا متأخرًا جدًا بالنسبة له لبناء مهنة مرموقة من لعب كرة القدم. لم ينظر إلى كرة القدم على أنها مستقبله؛ كانت خطته أن يدير أعمال شركة قطع غيار الأسرة. ومع ذلك فقد كان في سن البدء في زيادة معرفته التكتيكية بالرياضة. كثيرا ما قرأ مجلة فرانس فوتبول وقام برحلات إلى ألمانيا لمشاهدة مباريات الدوري الألماني ومراقبة أنماط الإدارة المختلفة إلى جانب هيلد. خلال ثلاث سنوات لفينجر في موتزيغ، تغلب النادي على آر سي ستراسبورغ 3-0 ليفوز بكأس دالاس. كما مثل الألزاس في مسابقة تقام سنويًا بين الدوريات الإقليمية.

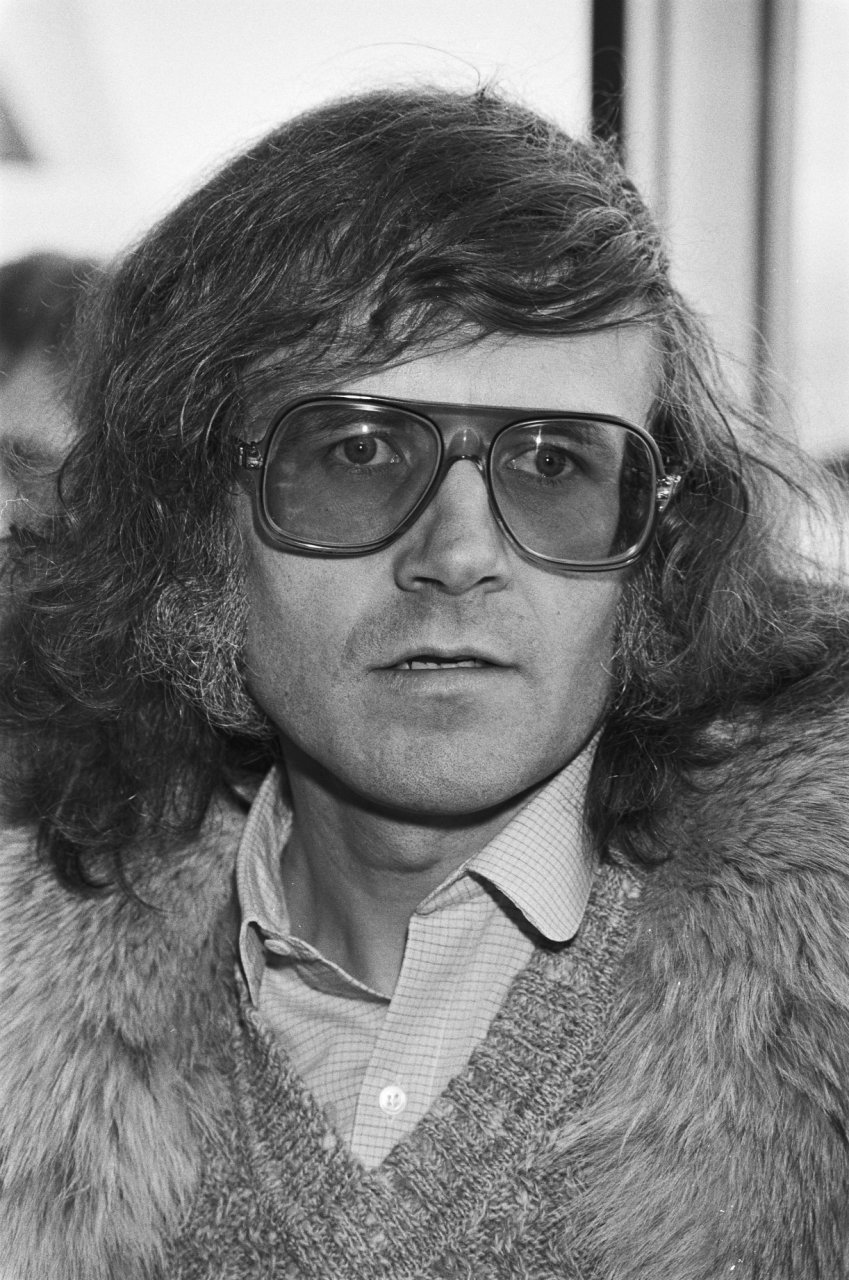
مدرب فينغر في ستراسبورغ، جيلبرت غريس

واصل فينجر دراسته، وفي عام 1971 التحق بكلية العلوم الاقتصادية والإدارية والقانون في جامعة ستراسبورغ لدراسة السياسة والاقتصاد بعد فترة وجيزة في دراسة الطب. في عام 1973 انضم إلى نادي ميلوز شبه الاحترافي ووازن بين مسيرته الكروية وتعليمه. أكمل فينجر درجة الاقتصاد بعد ذلك بعام تم اختياره لتمثيل فريق الطلاب الفرنسيين الوطني وزار نيجيريا ولبنان، وزار الأوروغواي حيث أقيمت بطولة الطلاب العالمية في عام 1976. لم يشارك فينغر في الحدث لأنه أصيب؛ وأشار جان لوك أريبارت، قائد الفريق: «بحلول نهاية هذه الرحلة، كان أرسين قد تولى دور المدرب المساعد وجوكر الفريق تقريبًا».
في ميلوز، تم تدريب فينجر من قبل بول فرانتز الذي كان له أيضًا تأثيرًا عميقًا على حياته المهنية. كان فرانتز هو الذي شَكّل اعتقادات فينجر حول أهمية التغذية، وقياسات الوزن والطول والعمل على نقاط قوة اللاعب. لعب فينغر في وسط الملعب لصالح ميلوز وغالبًا ما كان يتمركز على اليمين. في مباراته الأخيرة من موسم 1974- 1975، تغلب النادي على نانسي لتجنب الهبوط، ولكن بعد فترة وجيزة استقال فرانز واتخذ فينغر أيضًا قرار المغادرة حيث أن الرحلات المنتظمة إلى مولهاوس من ستراسبورغ أربكته. في عام 1975، أعاد إحياء صداقته مع ماكس هيلد ووقع لصالح نادي هواة ستراسبورغ (فوبان). احتاج هيلد إلى لاعب خط وسط «يمكنه تنظيم اللعب ولديه أيضًا نوع من السيطرة على الفريق» وقرر إشراك فينجر. تشكل نادي فوبان في عام 1971 وأحرز تقدمًا ثابتًا في درجات الدوري الفرنسي لكرة القدم بعد ذلك. توجت مواسم فينجر الثلاثة في النادي بصعود إلى دوري الدرجة الثالثة.

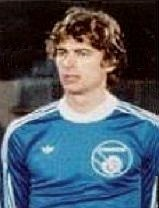
فينغر لاعباً في ستراسبورغ في 1979

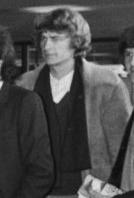
فينغر كلاعب في ستراسبورغ في 1980

في عام 1978، انضم هيلد إلى آر سي ستراسبورغ كمدرب للفريق الاحتياطي. تطلب منه الأدوار الكشفية للبحث عن اللاعبين، لذا أراد ماكس هيلد لاعبًا ذا خبرة للعمل مع الشباب عندما يكون بعيدًا عن الفريق. أوصى كل من هيلد وفرانتز بفينغر وهو الأمر الذي أقنع المدير الفني جيلبرت غريس بضمه. بدأت فرص فينغر في اللعب في سن 28 تتضاءل لكنه لم يتوقع أبدًا دورًا في الفريق الأول. لكن العمل مع آر سي ستراسبورغ قدم له أول وظيفة بدوام كامل في النادي الذي دعمه عندما كان صبيا. نقل هيلد فينجر من خط الوسط إلى مركز قلب الدفاع، حيث تم تعيينه كبديل في المباريات الاحتياطية، في نوفمبر 1978 ظهر لأول مرة مع الفريق الأول ضد إم إس في دويسبرغ في كأس الاتحاد الأوروبي (خسر ستراسبورغ في المباراة 4-0)، بعد شهر لعب فينغر ضد موناكو بطل الدوري في الدرجة الأولى، في نهاية موسم 1978-79 فاز آر سي ستراسبورغ بالدوري ولم ينضم فينغر إلى الاحتفالات لأنه كان منشغلاً باللعب بفريق الشباب. كان ظهوره الأخير في فريق الكبار في 1979.
أمضى فينغر العامين الأخيرين من مسيرته المهنية في الغالب في إدارة فريقي الشباب والاحتياطي في ستراسبورغ، وأصبح فينغر مدركًا لأهمية التحدث باللغة الإنجليزية. خلال إجازاته التحق بدورة لغة لمدة ثلاثة أسابيع في كامبريدج. درس فينجر أيضًا للحصول على شارة التدريب الخاصة به في مركز الموارد والخبرات والأداء الرياضي (بالفرنسية: Centre de Ressources, d'expertise et de Performance Sportives - CREPS) في ستراسبورغ وتتألف من دورة لتدريب الأطفال، تليها دورة مكثفة لمدة ستة أيام للحصول على شارة التدريب المحلي. تم تنفيذ البرنامج الأخير في فيشي، واستمرعلى مدى ثلاثة أسابيع مما جعله يطبق نظريات فرانتز في القياسات، في عام 1981 حصل على دبلوم مدربه فرانتز في باريس.

## مسيرته كمدرب

### 1984 - 1994: نانسي وموناكو
أعجب العديد من المدربين الفرنسيين بمهارات فينغر الإدارية في ستراسبورغ، وانتقل إلى نادي كان في دوري الدرجة الثانية الفرنسي عام 1983 حيث أصبح مساعد المدرب جان مارك غيلو. حصل فينغر على أجر ثابت قدره 300 جنيه إسترليني أسبوعيََا، وكان مسؤولًا عن جمع المعلومات حول الفرق المنافسة، وغرس الانضباط في اللاعبين خلال الدورات التدريبية. تم توثيق التزام فينجر بكرة القدم، فعندما سُئل المدير العام ريتشارد كونتي عما فعله المدرب الشاب خلال وقت فراغه، رد: «مقاطع فيديو، مقاطع فيديو، مقاطع فيديو. كان دائمًا يشاهد مقاطع فيديو لخصومه، لفريقه الخاص. لا يهم أي وقت من الليل». فشل كان في الفوز بالترقية إلى دوري الدرجة الأولى الفرنسي، لكنهم وصلوا إلى ربع نهائي كأس فرنسا. لم يمر عمل فينجر في رفع مستوى الفريق دون أن يلاحظه أحد، وفي عام 1984 قَبِل عرض ألدو بلاتيني ليصبح مديرًا فنيََا لنانسي.
كان التحدي المتمثل في الحفاظ على نانسي وهو في دوري الدرجة الأولى الفرنسي صعبًا حيث تسلم فينغر مجموعة من اللاعبين دون المستوى وتم إعطاؤه ميزانية محدودة للإنفاق. مع ذلك، كان يستمتع باحتماليات سوق الانتقالات، ويستمتع بحرية تجربة النظريات التي قرأ عنها. استأجر فينغر أخصائي تغذية لشرح فوائد الأكل الصحي في موسمه الأول في نانسي، وأصبح يتحتم على اللاعبين عدم تناول وجبات خفيفة قبل المباريات. أخذ فينغر الفريق بعيدًا عن معسكر التدريب الصيفي المعتاد إلى فال ثورينس، حتى يتمكن اللاعبون من التأقلم مع الارتفاعات العالية.
شهد بلاتيني الانتقال إلى بدايته القوية في الدوري. من الناحية الإدارية، كافح فينجر للسيطرة على عواطفه؛ جعلته الخسارة «مريضًا جسديًا»، لدرجة أنه أوقف ذات مرة حافلة الفريق للتقيؤ بعد المباراة. قاد فينجر النادي إلى المركز الثاني عشر في الدوري، كان ذلك الأمر الأكثر إثارة للدهشة نظرًا لأنه كان يعبث بفريقه باستمرار. تم إخراج اللاعبين من مراكزهم الأساسية، والتي زادت من إمكاناتهم بالنسبة للبعض مثل إيريك برتراند المهاجم الموقع من الأقسام الدنيا الذي تم تحويله إلى ظهير، وبنهاية وقت فينغر في نانسي، تحول إيريك دي ميكو من الجناح الأيسر إلى الظهير.
أنهى النادي موسم 1985-86 في المركز الثامن عشر وكان عليهم الفوز في مباراة فاصلة لتجنب الهبوط. احتفظوا بوضعهم في الدوري بفوزهم 3-2 في مجموع المباراتين على ميلوز. باع نانسي العديد من أفضل لاعبيه لتجنب المأزق المالي وقدم لفينغر القليل من الأموال للعمل معه. في الموسم الأخير لفينجر في تدريب الفريق، احتل نانسي المركز التاسع عشر وهبط إلى دوري الدرجة الثانية. على الرغم من الانتكاسات، اتصل به نادي موناكو بدأت المحادثات خلال صيف عام 1986، لكن رئيس نانسي جيرارد روسيلوت رفض إعفاء فينغر من عقده، ولم يكن نادي موناكو مستعداً لتقديم تعويض. بمجرد تأكيد هبوط نانسي، سُمح لفينغر بمغادرة النادي بالتراضي وتم تعيينه مديرًا فنيًا لموناكو في عام 1987.
حدد فينغر العديد من اللاعبين لبناء فريقه المطلوب قبل الانضمام إلى موناكو. كان منهم جلين هودل لاعب توتنهام هوتسبير الذي وقّع على الانتقال المجاني، وباتريك باتيستون الذي انتهى عقده مع نادي بوردو. غادر مارك هاتيلي إيه سي ميلان للانضمام إلى موناكو وتم «التشجيع على أن يعرف» أن زميله الإنجليزي هودل سيلعب في نفس الجانب الذي يلعب فيه. فاز موناكو بالدوري في موسم ظهور فينغر الأول بفارق ست نقاط عن صاحب المركز الثاني بوردو. على الرغم من أن الفريق سجل المزيد من الأهداف في موسم 1988– 89 بسبب شراء المهاجم الليبيري جورج ويا، فشل موناكو في الاحتفاظ بالدوري واحتل المركز الثالث خلف أولمبيك مارسيليا وباريس سان جيرمان. وصل النادي إلى نهائي كأس فرنسا، لكنه خسر بنتيجة 4-3 أمام مارسيليا.
احتلت موناكو المركز الثالث مرة أخرى في موسم 1989–90. سجل المهاجم الأرجنتيني رامون دياز 15 هدفًا في موسمه الأول بالنادي. فاز نادي موناكو على مارسيليا الفائز بلقب الدوري من خلال هدف سُجِّل في الدقيقة الأخيرة من اللاعب البديل جيرالد باسي. في موسم 1991-1992، احتل موناكو المركز الثاني وخسر نهائي كأس الكؤوس الأوروبية 1992 2 –0 لصالح فيردر بريمن الألماني. على الرغم من حصول موناكو على خدمات المهاجم الألماني يورغن كلينسمان، لم يستطع النادي استعادة البطولة واختتم المواسم اللاحقة في المركزين الثالث والتاسع. وصل موناكو إلى الدور نصف النهائي من دوري أبطال أوروبا في أبريل 1994، لكنه خسر النهائي أمام إيه سي ميلان الإيطالي
تم البحث عن فينغر من قبل نادي بايرن ميونخ الألماني الذي أراده أن يكون مديرهم التالي. رفضت إدارة موناكو السماح له بالمغادرة واختار فينغر البقاء، ولكن البداية السيئة لموسم 1994-1995 أدت إلى طرده في 17 سبتمبر 1994 بعد احتلال الفريق المركز السابع عشر في الجدول.

### 1994 - 1996: ناغويا غرامبوس
بعد فترة وجيزة من إقالته، سافر فينغر إلى الإمارات العربية المتحدة لحضور سلسلة من المؤتمرات التي عقدها الاتحاد الدولي لكرة القدم (فيفا) كان فينغر عضوًا في اللجنة الفنية للهيئة الإدارية لكرة القدم ومسؤولًا عن تحليل كأس العالم 1994، وقدم عرضًا لمدربي دول كرة القدم الناشئة. تابع خطابه المندوبون اليابانيون عن كثب، سرعان ما التقى ممثلو تويوتا، مالك غالبية الأسهم لناغويا غرامبوس مع فينجر وعرضوا عليه الفرصة ليصبح المدير الفني للنادي. في ذلك الوقت، طلب نصيحة أقرب أصدقائه وعائلته، وسافر إلى اليابان لمشاهدة مهاجم ناغويا غرامبوس غاري لينيكر للمرة الأخيرة قبل تقاعده الاحترافي. في ديسمبر 1994، وافق فينجر على أن يصبح مديرًا لناجويا جرامبوس، بعقد لمدة عامين بقيمة 75 مليون ين ياباني سنويًا.
مع بدء الموسم الجديد من الدوري الياباني في مارس 1995، بدأ فينغر في تجميع فريقه وطاقمه الفني، عُيِّين بورو بريموراش المدرب السابق لنادي فالينسيان كمساعد له، انضم ألكسندر توريس إلى ناغويا بعد أن تعرف فينغر على المدافع من خلال مشاهدة كرة القدم البرازيلية على التلفزيون، كما أحضر المدير فرانك دوريكس ولاعبه السابق باسي قبل وصول فينغر، أنهى ناغويا موسمه في قاع الدوري الياباني، واصل ناغويا مستواه السيئ في الموسم التالي، وخسر عدة مباريات متتالية. استجابة لهذا الموقف، غير فينغر أسلوبه الإداري، وأصبح أقل ودية مع لاعبيه. لرفع الروح المعنوية، اصطحب فريقه إلى فرساي في استراحة منتصف الموسم. كان يريد أن يتخذ اللاعبون قرارات لأنفسهم على أرض الملعب، بدلاً من الاعتماد على المدير الفني؛ وورد أن فينجر صرخ إلى لاعبيه «لا تنظر إلى لتسأل ماذا أفعل بالكرة!» و«قرر بنفسك! لماذا لا تفكر في ذلك؟» كان أحد اللاعبين الذين استفادوا بشكل كبير من توجيهات فينغر هو دراغان ستويكوفيتش، لاعب خط الوسط الذي تحسن سجله التأديبي بشكل كبير.
كان لأساليب فينغر التأثير المنشود على الفريق، فقد فاز ناغويا في 17 مباراة من أصل 27 مباراة ليُنهي موسم 1995/1996 وصيفًا لبطل الدوري، حصل بعد فترة وجيزة على جائزة أفضل مدير فني في الدوري لعام 1995، بينما حصل ستويكوفيتش على جائزة أفضل لاعب في كانون الثاني/ يناير 1996، قاد فينغر النادي إلى أول لقب له عندما هزم ناجويا سانفريتشي هيروشيما ليفوز بكأس إمبراطور اليابان. بعد شهرين انتصر الفريق في كأس السوبر بفوزه على يوكوهاما مارينوس بهدفين للاشيء  عزز النجاح مكانة ناغويا في كرة القدم اليابانية، وكذلك سمعة فينغر. كان مندهشًا إلى حد ما من الثناء والإحباط اللذين جاءا في طريقه.  في منتصف موسم 1996 استفسر نادي فينغر السابق ستراسبورغ عن إمكانية عودته لإدارته الفنية. رفض فينغر العرض لأنه تم الاتصال به في وقت سابق من قبل نادي أرسنال رفض مجلس إدارة أرسنال اقتراح دافيد دين نائب رئيس النادي بتعيين فينغر في وقت مبكر من عام 1995، ولكن المخاوف بشأن خليفة جورج جراهام تعني أنهم كانوا أكثر انفتاحًا بشأن تعيينه منذ توليه منصبه في اليابان.
أدار فينغر ناغويا للمرة الأخيرة في 28 أغسطس 1996، وألقى خطاب وداع شكر للجماهير باللغة اليابانية. عاد فينغر إلى اليابان كمحلل تلفزيوني في كأس القارات 2003، وبعد عقد من الزمن، قاد أرسنال لمواجهة ناغويا في مباراة ودية قبل بداية الموسم.

### 1996-2018: أرسنال

#### 1996-1997: الإعلان والموسم الأول
في أغسطس 1996، أقال آرسنال بروس ريوتش من منصب مدير النادي. أصبح موقف ريوش غير مقبول بعد خلاف مع مجلس الإدارة حول الانتقالات، وتفاقمت علاقة العمل مع دين خلال فترة ولايته. عين آرسنال ستيوارت هيوستن وبعد ذلك بات رايس في مهمة مؤقتة لإدارة الفريق الأول أثناء بحث الإدارة عن مدرب دائم للفريق. على الرغم من أن لاعب ومدير برشلونة جوهان كرويف كان هو المفضل لتولي المسؤولية، نظر مجلس الإدارة في مكان آخر، وفي النهاية دعم اقتراح دين لتعيين فينغر. تم تأجيل الموعد لعدة أسابيع حيث كان فينغر متعاقدًا مع ناغويا غرامبوس وأراد النادي وقتًا لاتخاذ قرار نهائي. في نفس الوقت، رفض مجلس إدارة أرسنال تأكيد هوية مدربهم القادم، لكن تزايدت التكهنات بأنه سيكون فينجر بمجرد توقيع النادي للاعبي خط الوسط الفرنسيين باتريك فييرا وريمي غارد. في 22 سبتمبر 1996، تم الكشف عن تعيين فينغر كمدير فني لآرسنال، بعد أن استغنى عنه ناغويا غرامبوس، تولى فينغر المنصب رسميًا في 1 أكتوبر 1996. وقال للصحفيين في أول مؤتمر صحفي له: «السبب الرئيسي لمجيئي هو أنني أحب كرة القدم الإنجليزية، وجذور اللعبة هنا. أحب الروح التي تدور حول اللعبة وفي آرسنال أحب روح النادي وإصراره»
استقبل بعض لاعبي النادي ومشجعيه ووسائل الإعلام المحلية وصول فينغر إلى أرسنال بحيرة.  على الرغم من أنه تم وصفه كمدير فني مستقبلي للاتحاد الإنجليزي لكرة القدم، لم يكن معروفًا نسبيًا في كرة القدم الإنجليزية. سلط تقرير جلين مور في «الاندبندنت»، بتاريخ 24 سبتمبر 1996، الضوء على الحالة المزاجية: «إنه مقياس لانعزالية اللعبة الإنجليزية عندما ظهر اسم أرسين فينجر كمرشح مفضل لأرسنال لمنصب مديرهم الشاغر. الوظيفة التي كان يسأل عنها العديد من المؤيدين: 'من أرسين؟'» على عكس المديرين السابقين للفريق، مُنح فينغر السيطرة على الانتقالات والعقود وجلسات التدريب، واختار مجلس إدارة أرسنال عدم التدخل في شؤون الفريق. كان من أولى أعماله كمدير فني أن يطمئن اللاعبين من ذوي الخبرة إلى أن لديهم مستقبلًا في النادي، لكنه أشار إلى أن الفريق كان «ضيقًا بعض الشيء» ويحتاج إلى المنافسة على الأماكن. اعتمد فينغر أسلوبًا عمليًا في الدورات التدريبية التي أدت إلى تنشيط الفريق واتخذ خطوات لتغيير ثقافة شرب الكحوليات التي تأثر بها آرسنال. على الرغم من أنه سمح للاعبين في البداية بتناول نصف لتر من البيرة، فقد مُنعوا من الشرب في أيام العطلة وفي صالة اللاعبين، ولاحقًا منع لاعبيه من الشرب معًا. روّج فينجر أيضًا للمعكرونة كطبق ما قبل المباراة، وشجع الدجاج المسلوق بدلاً من اللحوم الحمراء وتثبيط الوجبات السريعة.  تلقى اللاعبون حقنات اختيارية من الفيتامينات والكرياتين، مما أدى إلى تقليل التعب وتحسين القدرة على التحمل.
كانت أول مباراة لفينغر أمام بلاكبيرن روفرز، فاز فيه أرسنال 2-0 خارج أرضه في 12 أكتوبر 1996. ومع ذلك، فقد اقترح «تغيير واحد أو اثنين» على رايس في هزيمة آرسنال في كأس الاتحاد الأوروبي أمام بوروسيا مونشنغلادباخ في 24 سبتمبر، بعد تسعة أيام من توليه مسؤولية النادي. وأزعج التدخل قائد النادي توني آدمز، الذي أعرب في أول لقاء له مع المدير الفني عن خيبة أمله: «قلت له إنه عرض موسمنا بأكمله في خطر بفعل ما فعله». اختار فينجر تحمل الانتقادات فور وصوله، وبذل جهدًا في الاستماع إلى تقييم آدامز للنادي. هذا تحديدًا كان لنهج الإدارة صدى لدى اللاعبين الآخرين، الذين كانوا متشككين في أفكاره في البداية. غالبًا ما يقوم اللاعبون الإنجليز بإعداد مقالب على فينجر للتخفيف من حدة العداء ويطلقون عليه لقب «المفتش كلوزو»، نظرًا لطبيعته الخرقاء.  قال آدامز إن روح الدعابة لديه ساعدت في بناء الفريق الروح: «لا يحب فينغر الضحك الجيد فحسب، بل يمكنه أن يضحك على نفسه. إنه هذا الرجل الحكيم العصيب».

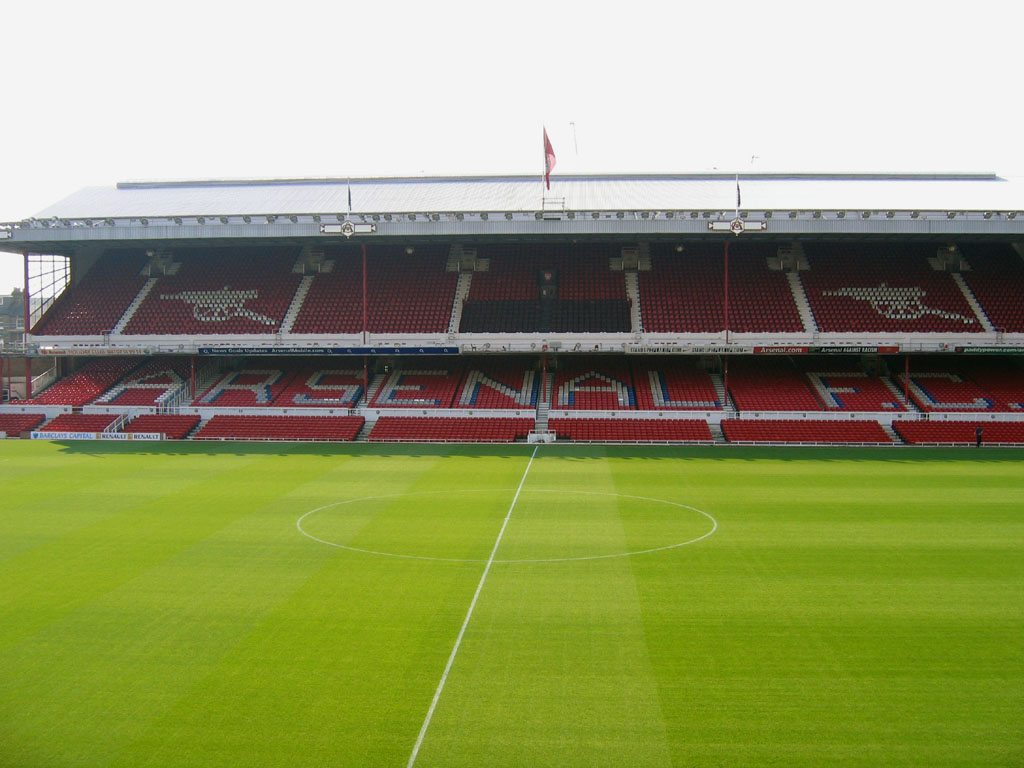
تم إزاحة الستار عن تولي فينغر إدارة أرسنال الفنية في ملعب هايبري في سبتمبر 1996.

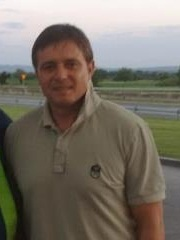
تطوّر دراغان ستويكوفيتش تحت قيادة فينجر في ناغويا غرامبوس.

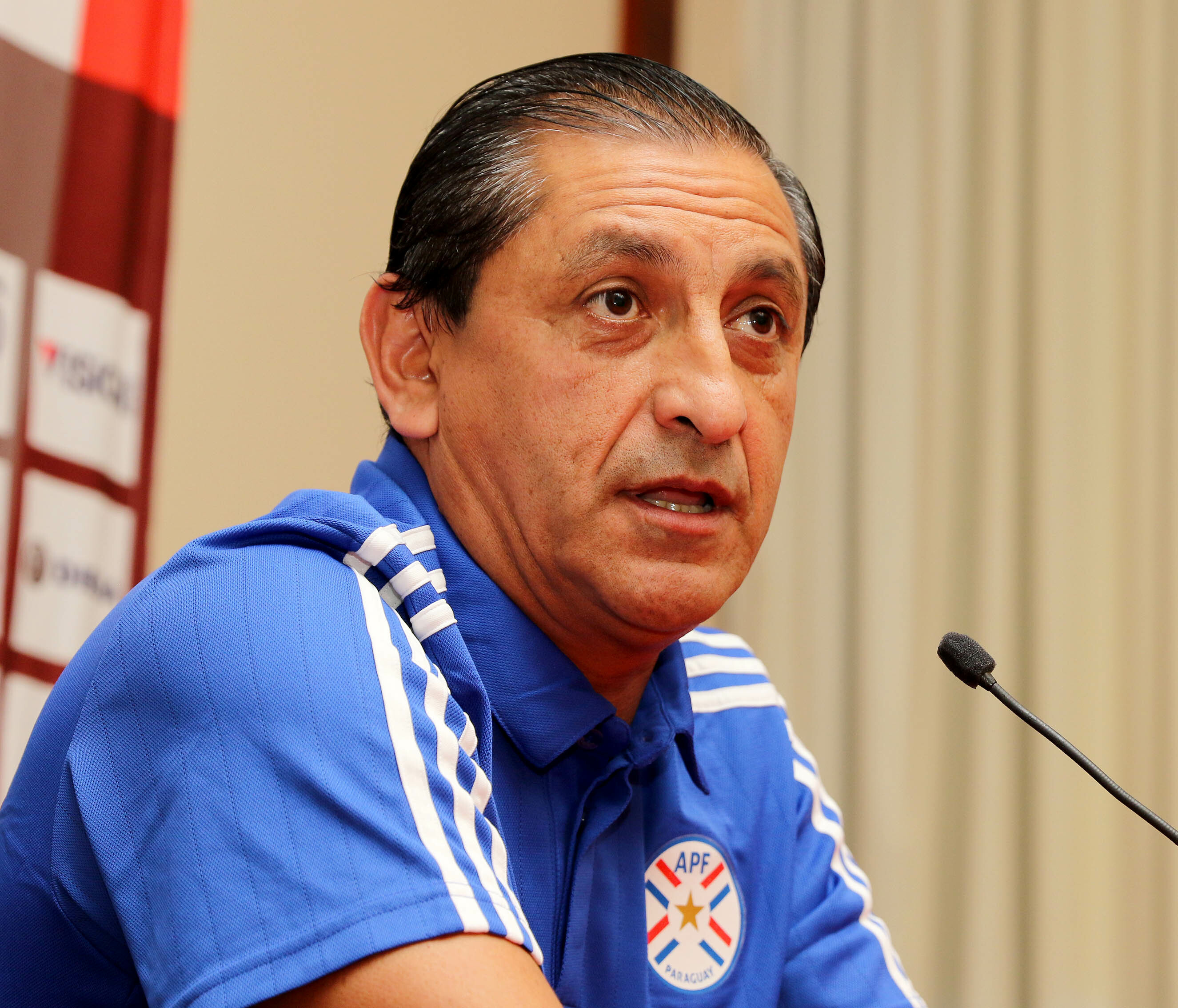
المهاجم الأرجنتيني رامون دياز الذي لعب تحت قيادة فينغر في موناكو 1989.

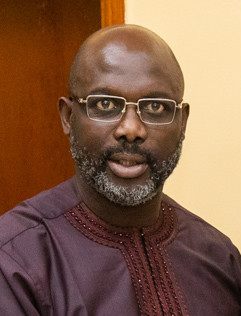
جورج ويا الحائز على الكرة الذهبية، لعب تحت قيادة فينغر في موناكو وحاز معه على كأس فرنسا

## الحياة الشخصية
تزوج فينجر من لاعبة كرة السلة السابق آني بروسترهوس، وله ابنة واحدة هي ليا ووُلِدت في 1997. يعيش فينغر في توتريدج، لندن. انفصل فينجر عن بروسترهوس في عام 2015. يقضي وقت فراغه في الغالب في دراسة مباريات كرة القدم، مشيرًا إلى أنه «يشاهد المباريات في معظم الأيام»، ولديه اهتمام بالسياسة. بعيدًا عن اهتماماته الإدارية، عمل فينغر مستشارًا لكرة القدم لمحطة التلفزيون الفرنسية الأولى (تي إف 1) من 2004 حتى 2014، وعمل في شبكة بي إن سبورتس منذ 2016. فينغر هو سفير العلامة التجارية العالمية لراعي كأس العالم كاسترول.
قام بتأليف كتاب عن إدارة كرة القدم حصريًا للسوق اليابانية بعنوان «ضوء، روح الفتح» (باليابانية:勝者のエスプリ)، نشر في أغسطس 1997. يسلط الكتاب الضوء فلسفته الإدارية ومثله وقيمه، بالإضافة إلى أفكاره حول كرة القدم اليابانية واللعبة ككل.
فينغر كاثوليكي روماني، ويعزو نظرته وقيمه إلى نشأته الدينية. نشأ وهو يتحدث الفرنسية والألمانية، ومنذ ذلك الحين تعلم الإنجليزية والإيطالية والإسبانية. كما أنه يعرف بعض من اليابانية.
في 2010، طالب فينغر بالخصوصية بعدما زعمت صحيفة بريطانية أنه كان على علاقة بمغنية فرنسية. وقال فينغر في بيان إنه يرغب في التعامل مع الأمر على انفراد.

## الإحصائيات

### إحصائياته لاعبًا
| النادي           | الموسم        | الدوري                                | الدوري | الدوري  | الكأس الوطني | الكأس الوطني | أوروبا | أوروبا  | المجموع | المجموع |
| النادي           | الموسم        | الدرجة                                | الظهور | الأهداف | الظهور       | الأهداف      | الظهور | الأهداف | الظهور  | الأهداف |
| ---------------- | ------------- | ------------------------------------- | ------ | ------- | ------------ | ------------ | ------ | ------- | ------- | ------- |
| نادي موتزيغ      | 1969–70       | بطولة فرنسا لكرة القدم للهواة         |        |         |              |              | —      | —       |         |         |
| نادي موتزيغ      | 1970–71       | بطولة فرنسا لكرة القدم الدرجة الثالثة |        |         |              |              | —      | —       |         |         |
| نادي موتزيغ      | 1971–72       | بطولة فرنسا لكرة القدم الدرجة الثالثة |        |         |              |              | —      | —       |         |         |
| نادي موتزيغ      | 1972–73       | بطولة فرنسا لكرة القدم الدرجة الثالثة |        |         | 3            | 1            | —      | —       | 3       | 1       |
| نادي موتزيغ      | المجموع       | المجموع                               |        |         | 3            | 1            | —      | —       | 3       | 1       |
| نادي ميلوز       | 1973–74       | الدوري الفرنسي الدرجة الثانية         | 25     | 2       |              |              | —      | —       | 25      | 2       |
| نادي ميلوز       | 1974–75 ‏      | الدوري الفرنسي الدرجة الثانية         | 31     | 2       |              |              | —      | —       | 31      | 2       |
| نادي ميلوز       | المجموع       | المجموع                               | 56     | 4       |              |              | —      | —       | 56      | 4       |
| فاوبان ستراسبورغ | 1975–76       | Bas-Rhin                              |        |         | 3            | 1            | —      | —       | 3       | 1       |
| فاوبان ستراسبورغ | 1976–77       | Division d'Honneur                    |        |         | 5            | 0            | —      | —       | 5       | 0       |
| فاوبان ستراسبورغ | 1977–78       | الدرجة الثالثة                        |        |         |              |              | —      | —       |         |         |
| فاوبان ستراسبورغ | المجموع       | المجموع                               |        |         | 8            | 1            | —      | —       | 8       | 1       |
| نادي ستراسبورغ   | 1978–79       | الدوري الفرنسي                        | 2      | 0       |              |              | 1      | 0       | 3       | 0       |
| نادي ستراسبورغ   | 1979–80       | الدوري الفرنسي                        | 1      | 0       |              |              |        |         | 1       | 0       |
| نادي ستراسبورغ   | 1980–81       | الدوري الفرنسي                        | 8      | 0       | 1            | 0            | —      | —       | 9       | 0       |
| نادي ستراسبورغ   | المجموع       | المجموع                               | 11     | 0       | 1            | 0            | 1      | 0       | 13      | 0       |
| إجمالي مسيرته    | إجمالي مسيرته | إجمالي مسيرته                         | 67     | 4       | 12           | 2            | 1      | 0       | 80      | 6       |

1. ↑  الظهور في الدوري الأوروبي

### إحصائياته مدربًا
آخر تحديث 13 مايو 2018.
| الفريق         | من            | إلى            | السجل  | السجل | السجل | السجل | السجل   |
| الفريق         | من            | إلى            | مباراة | فوز   | تعادل | خسر   | الفوز % |
| -------------- | ------------- | -------------- | ------ | ----- | ----- | ----- | ------- |
| إي أس نانسي    | 1 يوليو 1984  | 1 يوليو 1987   | 114    | 33    | 30    | 51    | 028.9   |
| أي إس موناكو   | 1 يوليو 1987  | 17 سبتمبر 1994 | 266    | 130   | 53    | 83    | 048.9   |
| ناغويا غرامبوس | 1 فبراير 1995 | 30 سبتمبر 1996 | 87     | 49    | 4     | 34    | 056.3   |
| أرسنال         | 1 أكتوبر 1996 | 13 مايو 2018   | 1,235  | 707   | 280   | 248   | 057.2   |
| المجموع        | المجموع       | المجموع        | 1,702  | 919   | 367   | 416   | 054.0   |

## الإنجازات

### إنجازاته لاعبًا
نادي موتزيغ
- كأس الألزاس: 1971

نادي فوبان ستراسبورغ
- كأس الألزاس: 1977
- القسم الشرفي (الألزاس): 1977

نادي ستراسبورغ
- الدوري الفرنسي الدرجة الأولى: 1978–79
- كأس الألزاس: 1980[120]

### إنجازاته وتكريماته مدربََا
موناكو
- الدوري الفرنسي 1987–88
- كأس فرنسا: كأس فرنسا 1990–91

ناغويا غرامبوس
- كأس إمبراطور اليابان: كأس إمبراطور اليابان 1995
- كأس السوبر الياباني: كأس السوبر الياباني 1996

أرسينال
- الدوري الإنجليزي الممتاز: الدوري الإنجليزي الممتاز 1997–98، الدوري الإنجليزي الممتاز 2001–02، الدوري الإنجليزي الممتاز 2003–04[122]
- كأس الاتحاد الإنجليزي: كأس الاتحاد الإنجليزي 1997–98، كأس الاتحاد الإنجليزي 2001–02، كأس الاتحاد الإنجليزي 2002–03، كأس الاتحاد الإنجليزي 2004–05، كأس الاتحاد الإنجليزي 2013–14، كأس الاتحاد الإنجليزي 2014–15/ كأس الاتحاد الإنجليزي 2016–17
- درع الاتحاد الإنجليزي: درع الاتحاد الإنجليزي 1998، درع الاتحاد الإنجليزي 1999، درع الاتحاد الإنجليزي 2002، درع الاتحاد الإنجليزي 2004، درع الاتحاد الإنجليزي 2014، درع الاتحاد الإنجليزي 2015، درع الاتحاد الإنجليزي 2017

فردياً
- إداري العام في دوري الشباب: 1995[123]
- جائزة أونز الذهبية: 2000، 2002، 2003، 2004[124]
- جائزة مدرب الموسم في الدوري الإنجليزي الممتاز: 1997–98، 2001–02، 2003–04[122]
- LMA Manager of the Year: 2001–02, 2003–04[125][126]
- جائزة بي بي سي الرياضية لأفضل مدرب: 2002، 2004[127][128]
- جوائز لندن لكرة القدم – مساهمة بارزة في أحد نوادي لندن: 2015[129]
- ورلد سوكر (مجلة): 1998[130]
- جائزة التكريم من اتحاد كتاب كرة القدم: 2005[131]
- قاعة مشاهير كرة القدم الإنجليزية: 2006
- فرانس فوتبول إداري العام: 2008[132]
- IFFHS World Coach of the Decade  [لغات أخرى]‏: 2001–2010[133]
- جوائز فيسبوك فوتبول: 2014–15[134]
- مدرب الشهر في الدوري الإنجليزي الممتاز: الدوري الإنجليزي الممتاز 1997–98، نيسان 1998، الدوري الإنجليزي الممتاز 2000–01، الدوري الإنجليزي الممتاز 2001–02، الدوري الإنجليزي الممتاز 2002–03، الدوري الإنجليزي الممتاز 2003–04، فبراير 2004، الدوري الإنجليزي الممتاز 2004–05، الدوري الإنجليزي الممتاز 2007–08، December 2007، الدوري الإنجليزي الممتاز 2010–11، الدوري الإنجليزي الممتاز 2011–12، الدوري الإنجليزي الممتاز 2013–14، الدوري الإنجليزي الممتاز 2014–15، الدوري الإنجليزي الممتاز 2015–16[122]
- فرانس فوتبول مركز 32 كأعظم مدرب في كل العصور: 2019[135]
- ورلد سوكر (مجلة): 2013[136][137]
- جائزة لوريوس لإنجاز مدى الحياة: 2019[138]

الأوسمة
- وسام جوقة الشرف: 2002
- رتبة الإمبراطورية البريطانية: 2003
- حرية إزلينغتون: 2004[139]
- نيشان الإنسانية للخلاص الأفريقي: 2018[140][141]